# Джру Голідей
Джру Рендалл Голідей (англ. Jrue Randall Holiday, нар. 12 червня 1990, Чатсворт, Каліфорнія, США) — американський професійний баскетболіст, гравець команди НБА «Бостон Селтікс».

## Ігрова кар'єра

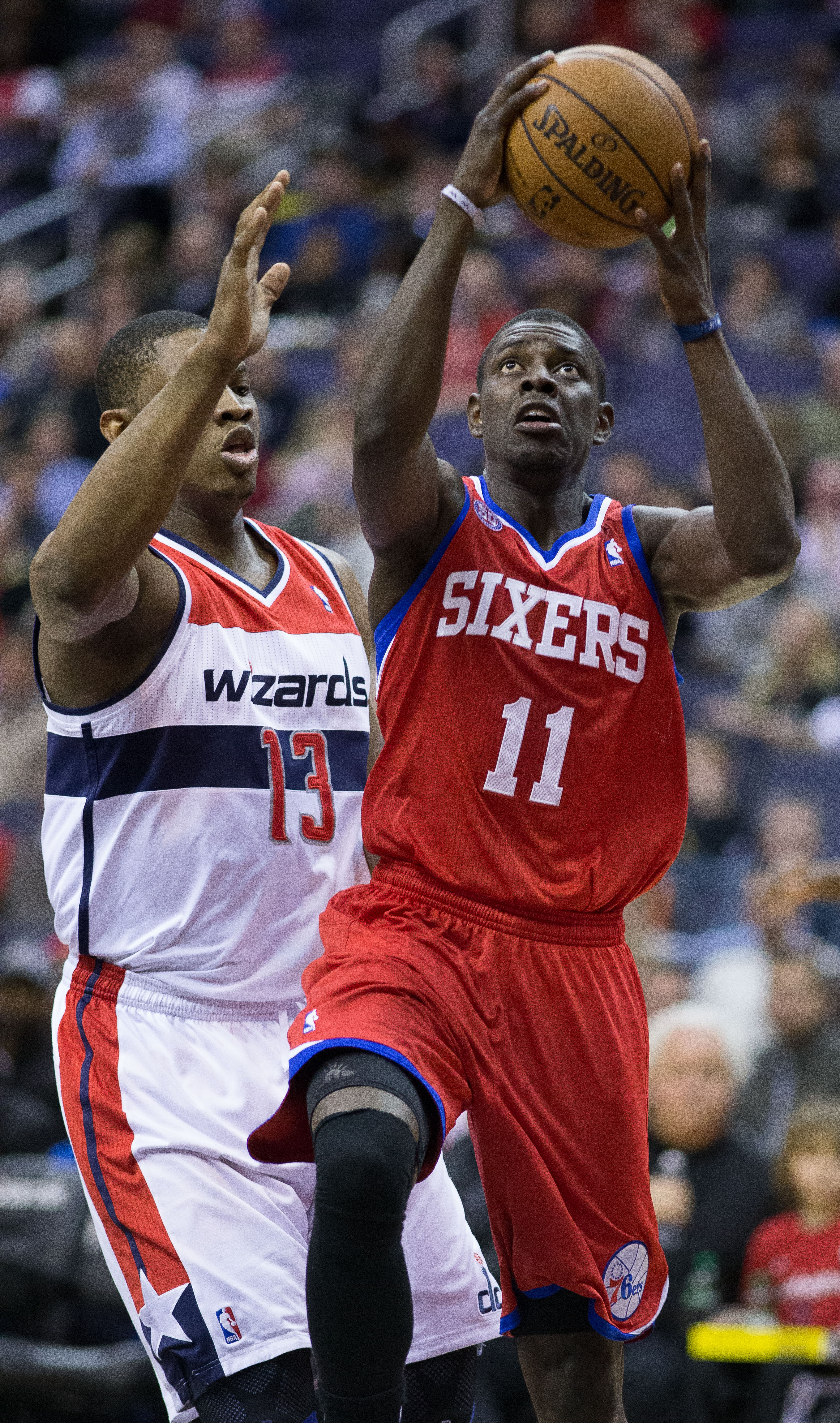
Голідей іде в прохід, 2013

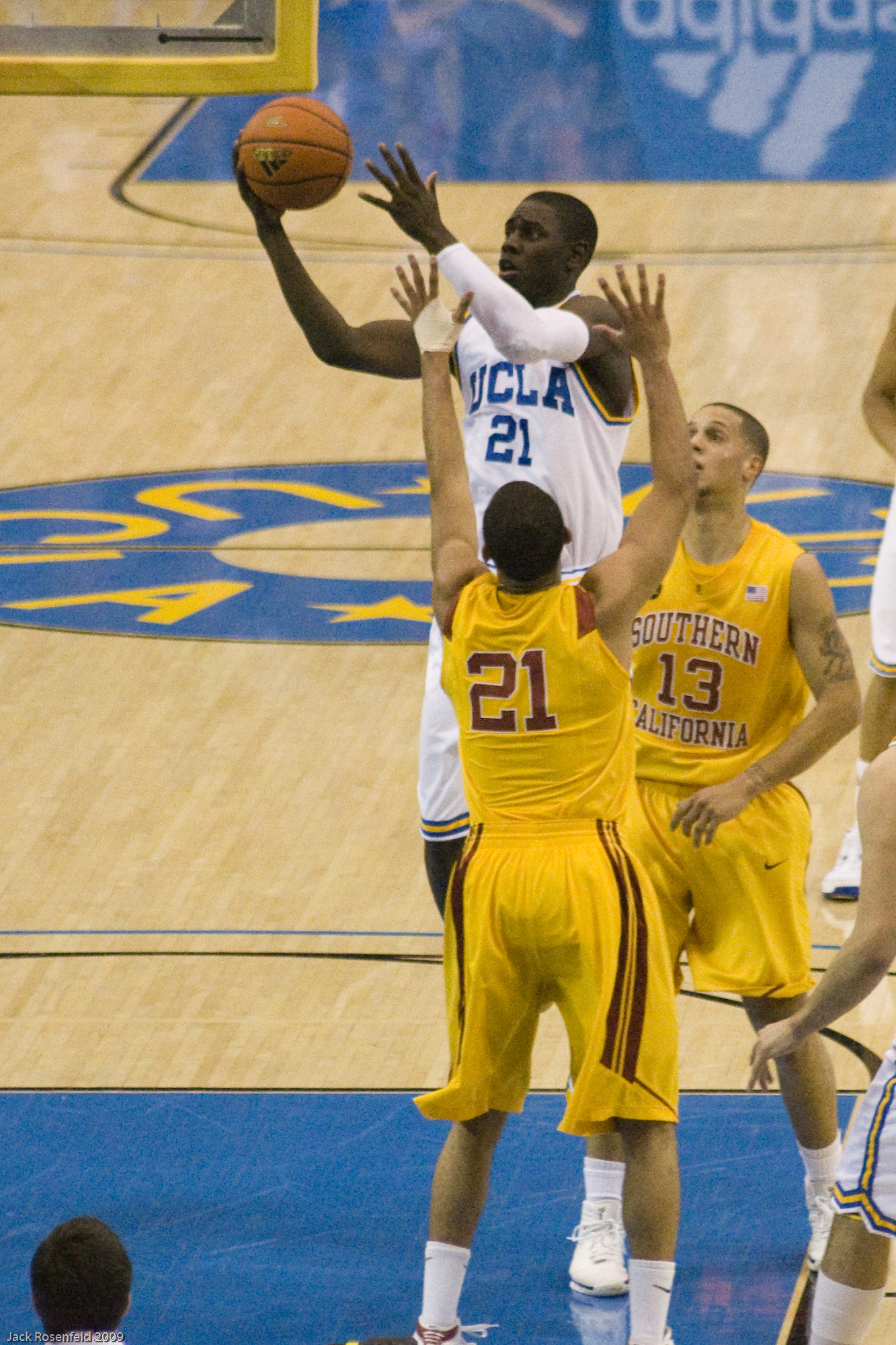
Голідей у студентські роки, 2009

Починав грати у баскетбол у команді старшої школи Кемпбелл Голл. Вже будучи випускником, вважався одним з найталановитіших проспектів США свого року.
На університетському рівні грав за команду УКЛА (2008–2009), надавши їй перевагу перед Вашингтоном. 
2009 року був обраний у першому раунді драфту НБА під загальним 17-м номером командою «Філадельфія Севенті Сіксерс». У березні 2010 року, скориставшись травмою Лу Вільямса, став основним розігруючим команди. 3 квітня 2010 року у матчі проти «Торонто Репторз» набрав рекордні для себе 25 очок.
2 лютого 2011 року записав до свого активу перший трибл-дабл з 11 очками, 10 підбираннями та 11 асистами. 25 листопада 2012 року підняв планку своєї результативності, набравши 33 очки у матчі проти «Фінікс Санз». 
24 січня 2013 року був включений як запасний захисник до матчу всіх зірок. 26 січня набрав 36 очок у матчі проти «Нью-Йорк Нікс», що стало його новим рекордом результативності. 
12 липня 2013 року перейшов до «Нью-Орлінс Пеліканс» в обмін на Нерленса Ноела та пік першого раунду драфту 2014. У своєму першому сезоні за нову команду зіграв лише у 34 матчах, адже пропустив половину сезону через травму. В середньому набирав 14,3 очка, 7,9 результативних передач та 1,6 перехоплень.
5 січня 2015 року у матчі проти «Вашингтон Візардс» забив своє 5000-не очко у кар'єрі. 18 лютого травмувався та пропустив 41 гру команди, повернувшись на майданчик лише в квітні.
9 березня 2016 року провів свій найрезультативніший матч у кар'єрі, набравши 38 очок у грі з «Шарлотт Горнетс».
6 липня 2017 року повторно підписав контракт з клубом. У другій грі плей-оф 2017 року проти «Портленда» Голідей забив 33 очки, що стало його рекордом в плей-оф. В четвертій грі серії він побив цей рекорд, набравши 41 очко. «Пеліканс» розгромили «Портленд» 4-0 у серії та вийшли у другий раунд, де поступилися «Голден Стейт Ворріорз».
29 січня 2019 року в матчі проти «Г'юстона» набрав 19 очок, 8 асистів, 6 підбирань та рекордні для себе 6 блок-шотів. 26 березня йому провели операцію, яка достроково завершила сезон для нього.
24 листопада 2020 року був обміняний до «Мілвокі Бакс». Допоміг команді стати чемпіонами НБА, обігравши у фіналі «Фінікс Санз».

## Статистика виступів
| † | Чемпіон НБА |

### Коледж
| Сезон   | Команда | GP | GS | MPG  | FG%  | 3P%  | FT%  | RPG | APG | SPG | BPG | PPG |
| ------- | ------- | -- | -- | ---- | ---- | ---- | ---- | --- | --- | --- | --- | --- |
| 2008–09 | УКЛА    | 35 | 35 | 27.1 | .450 | .307 | .726 | 3.8 | 3.7 | 1.6 | .5  | 8.5 |

### Регулярний сезон
| Сезон            | Команда          | GP  | GS  | MPG  | FG%  | 3P%  | FT%  | RPG | APG | SPG | BPG | PPG  |
| ---------------- | ---------------- | --- | --- | ---- | ---- | ---- | ---- | --- | --- | --- | --- | ---- |
| 2009–10          | Філадельфія      | 73  | 51  | 24.2 | .442 | .390 | .756 | 2.6 | 3.8 | 1.1 | .2  | 8.0  |
| 2010–11          | Філадельфія      | 82  | 82  | 35.4 | .446 | .365 | .823 | 4.0 | 6.5 | 1.5 | .4  | 14.0 |
| 2011–12          | Філадельфія      | 65  | 65  | 33.8 | .432 | .380 | .783 | 3.3 | 4.5 | 1.6 | .3  | 13.5 |
| 2012–13          | Філадельфія      | 78  | 78  | 37.5 | .431 | .368 | .752 | 4.2 | 8.0 | 1.6 | .4  | 17.7 |
| 2013–14          | Новий Орлеан     | 34  | 34  | 33.6 | .447 | .390 | .810 | 4.2 | 7.9 | 1.6 | .4  | 14.3 |
| 2014–15          | Новий Орлеан     | 40  | 37  | 32.6 | .446 | .378 | .855 | 3.4 | 6.9 | 1.6 | .6  | 14.8 |
| 2015–16          | Новий Орлеан     | 65  | 23  | 28.2 | .439 | .336 | .843 | 3.0 | 6.0 | 1.4 | .3  | 16.8 |
| 2016–17          | Новий Орлеан     | 67  | 61  | 32.7 | .453 | .356 | .708 | 3.9 | 7.3 | 1.5 | .6  | 15.4 |
| 2017–18          | Новий Орлеан     | 81  | 81  | 36.1 | .494 | .337 | .786 | 4.5 | 6.0 | 1.5 | .8  | 19.0 |
| 2018–19          | Новий Орлеан     | 67  | 67  | 35.9 | .472 | .325 | .768 | 5.0 | 7.7 | 1.6 | .8  | 21.2 |
| 2019–20          | Новий Орлеан     | 61  | 61  | 34.7 | .455 | .353 | .709 | 4.8 | 6.7 | 1.6 | .8  | 19.1 |
| 2020–21†         | Мілвокі          | 59  | 56  | 32.3 | .503 | .392 | .787 | 4.5 | 6.1 | 1.6 | .6  | 17.7 |
| 2021–22          | Мілвокі          | 67  | 64  | 32.9 | .501 | .411 | .761 | 4.5 | 6.8 | 1.6 | .4  | 18.3 |
| Кар'єра          | Кар'єра          | 839 | 760 | 33.2 | .460 | .363 | .776 | 4.0 | 6.4 | 1.5 | .5  | 16.2 |
| Матчі всіх зірок | Матчі всіх зірок | 1   | 0   | 15.0 | .500 | .000 | .000 | 2.0 | 1.0 | 2.0 | .0  | 6.0  |

### Плейофф
| Сезон   | Команда      | GP | GS | MPG  | FG%  | 3P%  | FT%   | RPG | APG | SPG | BPG | PPG  |
| ------- | ------------ | -- | -- | ---- | ---- | ---- | ----- | --- | --- | --- | --- | ---- |
| 2011    | Філадельфія  | 5  | 5  | 37.6 | .414 | .524 | .800  | 3.8 | 5.6 | 2.0 | .4  | 14.2 |
| 2012    | Філадельфія  | 13 | 13 | 38.0 | .413 | .408 | .864  | 4.7 | 5.2 | 1.5 | .6  | 15.8 |
| 2015    | Новий Орлеан | 3  | 0  | 18.3 | .368 | .250 | 1.000 | 1.0 | 4.3 | .7  | .3  | 6.3  |
| 2018    | Новий Орлеан | 9  | 9  | 38.7 | .518 | .320 | .700  | 5.7 | 6.3 | 1.1 | .6  | 23.7 |
| 2021†   | Мілвокі      | 23 | 23 | 39.7 | .406 | .303 | .714  | 5.7 | 8.7 | 1.7 | .4  | 17.3 |
| 2022    | Мілвокі      | 12 | 12 | 38.6 | .379 | .316 | .839  | 5.6 | 6.5 | 1.8 | .6  | 19.1 |
| Кар'єра | Кар'єра      | 65 | 62 | 37.8 | .419 | .336 | .783  | 5.1 | 6.8 | 1.6 | .5  | 17.5 |